# معركة كليديون

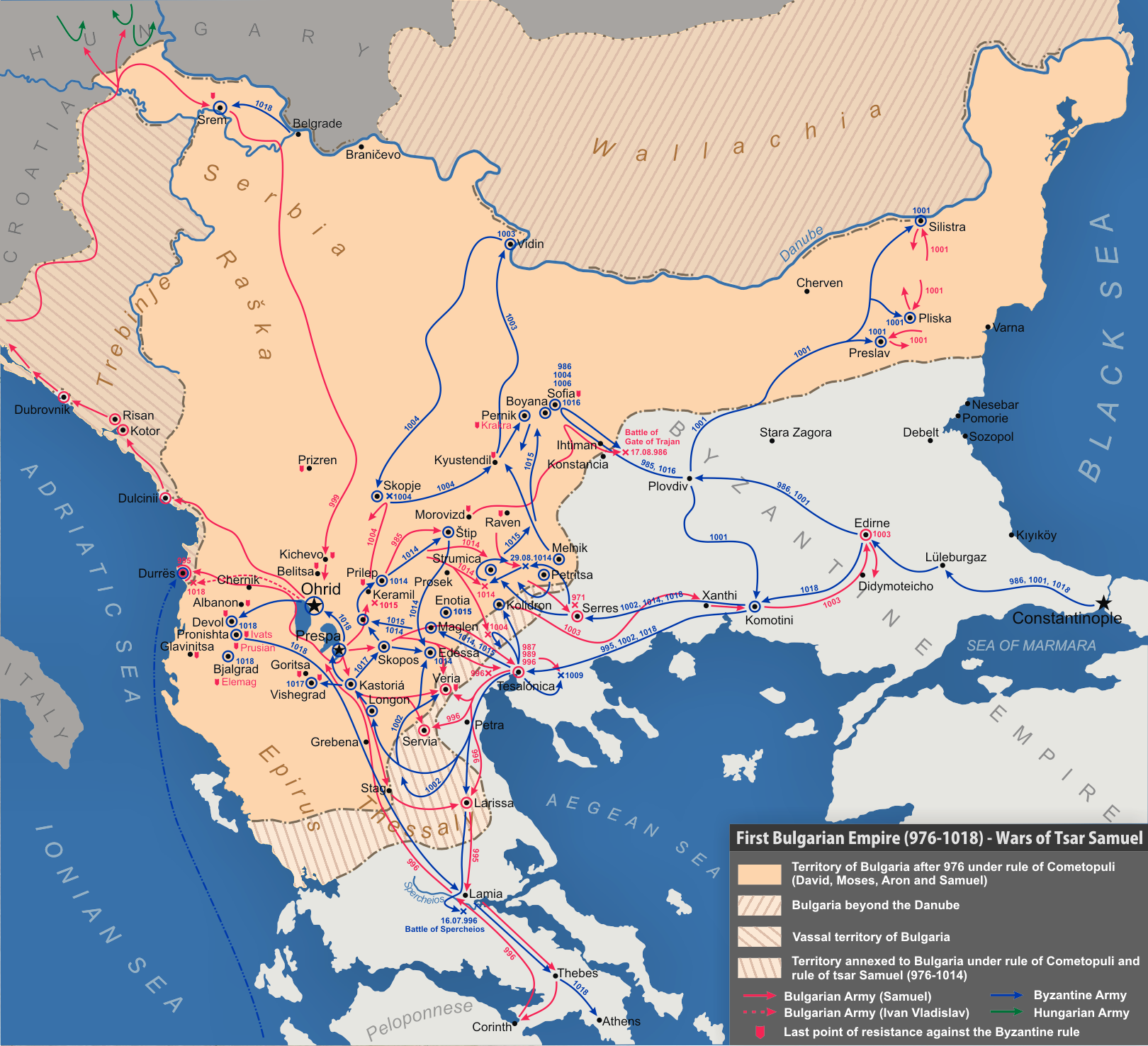
خريطة بلغاريا وبيزنطة حوالي عام 1000 م.

وقعت معركة كليديون (أو كليديوم، بعد الاسم القروي لقرية كليوتش، أي «مفتاح»، ومعروفة أيضًا باسم معركة بيلاسيتسا) في 29 يوليو 1014، بين الإمبراطورية البيزنطية والإمبراطورية البلغارية. كانت المعركة بمثابة ذروة للصراع الذي دام قرابة نصف قرن بين الإمبراطور البيزنطي باسيل الثاني والإمبراطور البلغاري صامويل في أواخر القرن العاشر وبداية القرن الحادي عشر. كانت النتيجة نصرًا بيزنطيًا حاسمًا.
وقعت المعركة في الوادي بين جبال أوجرازدين وبيلاسيتسا بالقرب من قرية كليوتش البلغارية الحديثة. وقعت المواجهة الحاسمة في 29 يوليو مع هجوم في الخلف من قبل قوة بقيادة الجنرال البيزنطي نيكيفوروس إكسيفياس، الذي اخترق المواقع البلغارية. انتهت المعركة التي تلت ذلك بهزيمة كبرى للبلغاريين. قُبض على الجنود البلغار ويُزعم أن جميعهم قد جُعِلوا عُميانًا بأمر من باسيل الثاني، الذي عُرف لاحقًا باسم «قاتل البلغار». نجا صامويل من المعركة، لكنه توفي بعد شهرين إثر نوبة قلبية، ويُقال أنها نجمت عن رؤيته لمشهد جنوده العميان.
على الرغم من أن الاشتباك لم يُنهِ الإمبراطورية البلغارية الأولى، إلا أن معركة كليديون قلصت من قدرتها على مقاومة التقدم البيزنطي، ويمكن اعتبارها اللقاء المحوري للحرب مع بيزنطة. لم يستطع ورثة صامويل إيقاف التقدم البيزنطي لاحقًا، وفي عام 1018، دُمِّرت الإمبراطورية البلغارية أخيرًا على يد باسيل الثاني.

## خلفية
تعود أصول النزاع إلى القرن السابع، عندما أنشأ البلغار تحت قيادة الخان أسباروخ دولة على طول نهر الدانوب في إحدى مقاطعات الإمبراطورية الرومانية الشرقية. نتيجةً لذلك، أُجبِرَت الدولة البلغارية على خوض سلسلة من الحروب مع بيزنطة لضمان استمرار وجودها.
في عام 968، وقع غزو لبلغاريا من الشمال من قبل الأمير الكييفي سفياتوسلاف الأول. بحلول ذلك الوقت، فقدت الإمبراطورية البلغارية، التي كانت تهدد ذات مرة وجود بيزنطة في عهد سيميون، قدرًا كبيرًا من قوتها. أثناء النزاع، صد البيزنطيون غارات كييف المتكررة، والذين كانوا أيضًا في حالة حرب مع البلغاريين، كجزء من صراع مستمر منذ سقوط العاصمة البلغارية بريسلاف في عام 971. أسفرت هذه الحرب عن إجبار الإمبراطور البلغاري بوريس الثاني على التخلي عن لقبه الإمبراطوري في القسطنطينية، وأصبحت شرق بلغاريا خاضعة للحكم البيزنطي. افترض البيزنطيون أن هذا الحدث من شأنه أن يعني نهاية استقلال بلغاريا، لكن الأراضي البلغارية الغربية ظلت مستقلة، وأظهرت مقاومة ضد البيزنطيين في ظل قيادة الأخوة من سلالة الكوميتوبولي، ديفيد، وموسيز، وآرون، وصامويل.
عندما اعتلى الإمبراطور البيزنطي باسيل الثاني العرش في عام 976، جعل تدمير بلغاريا المستقلة طموحه الأول. عارضه البلغاريون الغربيون بقيادة صامويل البلغاري حينذاك. كانت الحملة الأولى لباسيل الثاني كارثية، فيها بالكاد تمكن الإمبراطور من الفرار بحياته بعد إبادة البلغاريين للجيش البيزنطي عند بوابات ممر تراجان في عام 986. على مدار الخمسة عشر عامًا التالية، تمكن صامويل من استعادة معظم الأراضي البلغارية التي سبق غزوها ونقل الحرب إلى أراضي العدو على شكل سلسلة من الحملات، في حين كان باسيل الثاني منشغلًا بالثورات ضد حكمه وبالتهديد الفاطمي من الشرق. على الرغم من ذلك، انتهى غزو صامويل لجنوب اليونان، الذي وصل إلى كورنث، بهزيمة كبيرة للبلغاريين في معركة سبيرشيوس في عام 996. بدأت المرحلة التالية من الحرب في عام 1000، عندما أطلق باسيل الثاني، بعد أن أمَّن منصبه الخاص، سلسلة من الهجمات ضد بلغاريا. استحوذ أولًا على مويسيا، وفي عام 1003، استولت قواته على فيدين. في العام التالي، ألحق باسيل هزيمة فادحة بصامويل في معركة إسكوبية. بحلول عام 1005، استعاد باسيل السيطرة على ثيساليا وأجزاء من جنوب مقدونيا. خلال هذه السنوات القليلة المقبلة، ظهر نمط منتظم: شن البيزنطيون حملة في بلغاريا، وفرضوا حصارًا على الحصون ونهبوا المناطق الريفية، في حين شن البلغار الأقل عددًا، والذين لم يتمكنوا من المعارضة بشكل مباشر، غارات تحويلية في مقدونيا واليونان. على الرغم من نجاح بعض هذه الغارات، إلا أنها لم تحقق أي نتائج دائمة، كما أنها لم تجبر باسيل الثاني على إيقاف حملاته في بلغاريا. فشل هجوم مضاد في عام 1009 في معركة كريتا، وعلى الرغم من أن البيزنطيين أنفسهم لم يحققوا أي نجاح حاسم، إلا أن الطريقة الاستنزافية المنهجية الخاصة بهم في الحرب حرمت البلغار من حصونهم وأضعفت قواتهم تدريجيًا. على حد تعبير المؤرخ البيزنطي جون سكايليتسز: «استمر الإمبراطور باسيل الثاني في غزو بلغاريا كل عام وفي تخريب وتدمير كل شيء في طريقه. لم يستطع صامويل إيقافه في الميدان المفتوح أو إشراك الإمبراطور في مواجهة حاسمة، وعانى الكثير من الهزائم وبدأ في فقدان قوته». جاءت ذروة الحرب في عام 1014، عندما قرر صامويل في مقدمة جيشه أن يوقف الجيش البيزنطي قبل أن يتمكن من اختراق دواخل الأراضي البلغارية.

## تمهيد
كان صامويل يعلم أن الجيش البيزنطي سيضطر إلى غزو البلاد من خلال سلسلة من الممرات الجبلية، ولذلك اتخذ الاحتياطات اللازمة لمنعهم. قام البلغار ببناء خنادق على طول الحدود وبتحصين العديد من الوديان والممرات بالأسوار والأبراج، ولا سيما ممر كليديون على نهر ستروما الذي يحتاج باسيل إلى المرور من خلاله للوصول إلى قلب بلغاريا. قام صامويل بتحصين المنحدرات الشمالية لجبل بيلاسيتسا إلى الجنوب والشرق من قلعة ستروميتسا. كان الوادي الواسع لنهر ستروميتسا مكانًا مناسبًا للهجوم وقد استخدمته القوات البيزنطية لهذا الغرض في السنوات السابقة. وضع البلغاريون قوات حرس قوية للحفاظ على الممر آمنًا. بالإضافة إلى ذلك، اختار الحاكم البلغاري مدينة ستروميتسا لتكون قاعدته الدفاعية - كانت تقع على الطريق من سلانيك المؤدي إلى تراقيا ناحية الشرق وأوخريد ناحية الغرب. كانت التضاريس الوعرة ناحية الجنوب حافلة بالتحصينات والأسوار التي تحرسها وحدات بلغارية قوية.
لم يكن قرار صمويل بمواجهة باسيل الثاني وأغلبية جيشه في كليديون مدفوعًا فقط بالهزائم المستمرة والغزوات التي دمرت البلاد، ولكن أيضًا بالقلق حيال خسارة سلطته بين النبلاء، والتي أضعفتها حملات باسيل بشكل هائل. في عام 1005 على سبيل المثال، استسلم حاكم ميناء البحر الأدرياتيكي في دراس لباسيل الثاني وسلم المدينة إليه. لمواجهة هذا التهديد، جمع صامويل جيشًا كبيرًا لمواجهة البيزنطيين، وزعم البعض أن عددهم وصل إلى 45000 جندي.

## المعركة
سار الجيش البيزنطي من القسطنطينية عبر كوموتيني وذراما وسيرس ووصل إلى ممر روبل على نهر ستروما. ومن هناك دخل الجيش إلى وادي ستروميتسا ووصل إلى محيط قرية كليوتش، حيث انحنى النهر واقترب من بيلاسيتسا وأوزغرادن. هنالك أوقف الجيش بسور خشبي سميك، يدافع عنه الجنود البلغار. هاجم البيزنطيون الحاجز على الفور، ولكنهم صُدُّوا وانتهى الأمر بخسائر فادحة.
ردًا على ذلك، أرسل صامويل جيشًا كبيرًا تحت قيادة واحد من أقوى النبلاء البلغاريين، نيستوريتسا، للضرب صوب الجنوب وجذب انتباه باسيل بعيدًا عن الحصار المفروض على كليوتش. وصل جنود نيستوريتا إلى سلانيك، لكن القوات البيزنطية بقيادة إستراتيجوس (جنرال-حاكم) المدينة ثيوفيلاكت بوتانياتيس وابنه ميهيل نجحت في إلحاق الهزيمة بهم خارج أسوار المدينة في معركة دموية. أسر ثيوفيلاكت العديد من الجنود علاوة على كمية كبيرة من المعدات العسكرية، وسار شمالًا للانضمام إلى باسيل الثاني في كليوتش. 
كانت المحاولة الأولى التي قام بها باسيل الثاني لتطويق المدافعين عن الممر فاشلة، وعليه لم يتمكن جيشه من المرور عبر الوادي الذي دافع عنه ما بين 15000-20000 بلغاري. على الرغم من الصعوبات، لم يتخل الإمبراطور البيزنطي عن الهجوم. أمر الجنرال نيكيفوروس إكسيفياس بمناورة قواته حول جبل بيلاسيتسا المرتفع وتهديد البلغار من الخلف، بينما واصل هو الهجمات على الجدار. قاد إكسيفياس قواته على طول مسار شديد الانحدار أدى به إلى ظهر الجيش البلغاري. في 29 يوليو، هاجم إكسيفياس المدافعين البلغاريين واحتجزهم في الوادي. تخلى البلغاريون عن أبراجهم لمواجهة هذا التهديد الجديد، ما جعل باسيل قادرًا على اختراق الخط الأمامي وتدمير الجدار. 
في خضم الاضطراب الناتج عن الهزيمة، قُتل الآلاف من القوات البلغارية وحاول الباقون يائسين الفرار غربًا. توجه صامويل وابنه غافريل رادومير على الفور إلى الشرق لمقرهما في قلعة ستروميتسا لمساعدة جيشهما، ولكن في قتال يائس بالقرب من قرية موكرييفو (مقدونيا الشمالية الحالية)، غمرتهما قوات العدو سريع التقدم. قُتل العديد من الجنود البلغاريين في موكرييفو وأسِر كثيرون آخرون. بالكاد تمكن الإمبراطور صامويل من الفرار، متحررًا فقط من خلال شجاعة ابنه، الذي أركب والده على حصانه وأخذه إلى بر الأمان في بريليب. من بريليب، عاد صامويل إلى بريسبا بينما توجه غافريل رادومير نحو ستروميتسا لمواصلة الصراع.

## التطورات اللاحقة
بعد تحقيق نصره، تقدم باسيل الثاني نحو ستروميتسا، والتي كانت جوهرية للاستحواذ على وادي فاردار بأكمله. في طريقهم إلى المدينة، استولى البيزنطيون على قلعة ماتسوكيون إلى الشرق من طريق مسيرتهم. أرسل الإمبراطور البيزنطي أيضًا جيشًا تحت قيادة بوتانياتيس لتطويق ستروميتسا وتدمير جميع الأسوار إلى الجنوب وإخلاء الطريق للمرور إلى سلانيك. فرض باسيل الحصار على المدينة نفسها مع ما تبقى من قواته. سمح البلغاريون لبوتانياتيس بتدمير التحصينات، ولكن هو وجيشه تعرضوا لكمين من قبل المغيرين البلغاريين في واد ضيق بعد وقت قصير من اكتمال مهمتهم. في المعركة التي تلت ذلك، هُزم بوتانياتيس تمامًا، وطعن القائد البلغاري غافريل رادومير بنفسه بوتانياتيس باستخدام رمحه. نتيجة لذلك، اضطر باسيل الثاني للتخلي عن حصار ستروميتسا والتراجع. عند العودة، أقنعت بلاغة القُبُقلار سرجيوس المدافعين عن ميلنيك بالاستسلام، وكانت تلك بمثابة ضربة قاسية أخرى للبلغاريين.

### السجناء
يسجل سكايليتسز أن باسيل هزم الجيش البلغاري بالكامل وأخذ 15000 سجين (14000 حسب كيكومينوس). رغم ذلك، يدعي المؤرخون المعاصرون، مثل فاسيل زلاتارسكي، أن هذه الأرقام مبالغ فيها. الترجمة البلغارية في القرن الرابع عشر لمجلة الماناس كرونيكل تقدر عدد السجناء بـ8000. قسم باسيل السجناء إلى مجموعات تضم 100 رجل، أعمى 99 رجلًا في كل مجموعة وترك رجلًا واحدًا بإحدى عينيه حتى يتمكن من قيادة الآخرين إلى الديار، وقد كان ذلك انتقامًا لموت بوتانياتيس الذي كان جنرال باسيل المفضل ومستشاره، وكذلك لسحق الروح المعنوية البلغارية. سبب آخر محتمل هو أنه في نظر البيزنطيين، كان البلغاريون متمردين ضد سلطتهم، وكانت التعمية هي العقوبة المعتادة التي يلقاها المتمردون. لهذا السبب اكتسب باسيل لقب بولغاروكتونوس، «قاتل البلغار». توفي صامويل بنوبة قلبية في 6 أكتوبر 1014، بسبب رؤية جنوده عميانًا حسبما ورد.

## التبعات
يشير موت بوتانياتيس والأربعة أعوام من الحرب التي تلت ذلك إلى أن النجاح البيزنطي لم يكن مكتملًا. يشك بعض المؤرخين الحديثين في أن الهزيمة البلغارية كانت كاملة كما وصفها سكايليتسز وكيكومينوس، ويؤكد مؤرخون آخرون على أن وفاة الإمبراطور صامويل بعد شهرين كان حدثًا مشؤومًا بقدر أكبر بكثير بالنسبة لبلغاريا. لم يتمكن وريثاه، غافريل رادومير وإيفان فلاديسلاف، من مقاومة هجمات باسيل الثاني بشكل فعال، وهُزمت بلغاريا بالكامل عام 1018. في تلك السنة قُتل الإمبراطور إيفان فلاديسلاف في معركة دراس.
أطروحات أخرى في التأريخ تؤكد على أهمية المعركة. نتيجة لمعركة بيلاستيسا، تكبد الجيش البلغاري خسائر فادحة لم يمكن تعويضها. تضائلت قدرة الحكومة المركزية على السيطرة على المقاطعات الطرفية والداخلية للإمبراطورية، وأصبحت تصرفات حكام الولايات والمحافظات أكثر أهمية فيما يتعلق بتحديد نتائج الحرب مع بيزنطة. استسلم الكثير منهم طوعًا إلى باسيل الثاني.
أثرت المعركة أيضًا على الصرب والكروات، الذين أجبروا على الاعتراف بسيادة الإمبراطور البيزنطي بعد عام 1018. أعيدت حدود الإمبراطورية البيزنطية إلى نهر الدانوب لأول مرة منذ القرن السابع، ما سمح لبيزنطة بالسيطرة على شبه جزيرة البلقان بأكملها من نهر الدانوب إلى بيلوبونيز ومن البحر الأدرياتيكي إلى البحر الأسود.